# Сельское поселение «Деревня Совьяки»
Сельское поселение деревня Совьяки — муниципальное образование в Боровском районе Калужской области.
Административный центр — деревня Совьяки.

## История
Статус и границы сельского поселения установлены Законом Калужской области № 7-ОЗ от 28 декабря 2004 года «Об установлении границ муниципальных образований, расположенных на территории административно-территориальных единиц „Бабынинский район“, „Боровский район“. „Дзержинский район“, „Жиздринский район“, „Жуковский район“, „Износковский район“, „Козельский район“, „Малоярославецкий район“, „Мосальский район“, „Ферзиковский район“, „Хвастовический район“, „Город Калуга“, „Город Обнинск“, и наделением их статусом городского поселения, сельского поселения, городского округа, муниципального района».

## Население
| 2010  | 2012  | 2013  | 2014  | 2015  | 2016  | 2017  |
| ----- | ----- | ----- | ----- | ----- | ----- | ----- |
| 3034  | ↘3028 | ↗3040 | ↗3052 | ↘3036 | ↘3008 | ↘2969 |
| 2018  | 2019  | 2020  | 2021  |       |       |       |
| ↘2966 | ↗3038 | ↘3016 | ↗3724 |       |       |       |

## Состав сельского поселения
| №  | Населённый пункт | Тип населённого пункта          | Население |
| -- | ---------------- | ------------------------------- | --------- |
| 1  | Аграфенино       | деревня                         | ↘0        |
| 2  | Атрепьево        | деревня                         | ↘4        |
| 3  | Башкардово       | деревня                         | ↗18       |
| 4  | Беницы           | деревня                         | ↘14       |
| 5  | Бердовка         | деревня                         | ↘15       |
| 6  | Бутовка          | деревня                         | ↘108      |
| 7  | Дедюевка         | деревня                         | ↗11       |
| 8  | Загрязье         | деревня                         | ↘6        |
| 9  | Ивановское       | деревня                         | ↘4        |
| 10 | Ильино           | деревня                         | ↗173      |
| 11 | Каверино         | деревня                         | ↘13       |
| 12 | Козельское       | деревня                         | ↘0        |
| 13 | Колодкино        | деревня                         | →2        |
| 14 | Красное          | деревня                         | ↘40       |
| 15 | Куприно          | деревня                         | ↘108      |
| 16 | Лучны            | деревня                         | ↗10       |
| 17 | Маломахово       | деревня                         | ↘4        |
| 18 | Митинки          | деревня                         | ↘0        |
| 19 | Митяево          | деревня                         | ↗1999     |
| 20 | Петрово          | деревня                         | ↗22       |
| 21 | Редькино         | деревня                         | ↘21       |
| 22 | Рыжково          | деревня                         | ↘0        |
| 23 | Рязанцево        | деревня                         | ↘3        |
| 24 | Сатино           | деревня                         | ↘42       |
| 25 | Совьяки          | деревня, административный центр | ↗412      |
| 26 | Федотово         | село                            | ↘5        |
| 27 | Челохово         | деревня                         | ↘0        |

### Упразднённые населённые пункты
Деревня Сатинской школы пчеловодов.